# Severní magnetický pól

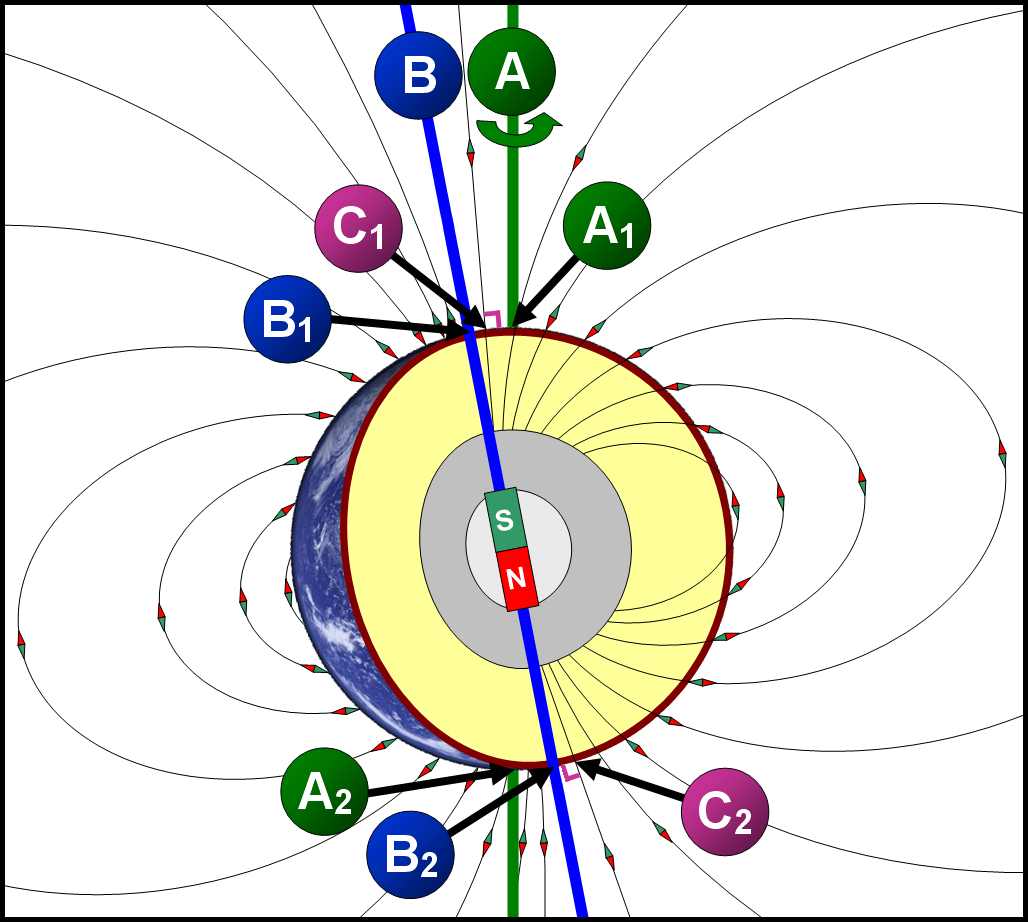
Póly a magnetické pole Země:
A – osa rotace
A_{1} – severní geografický pól
A_{2} – jižní geografický pól
B – geomagnetická osa
B_{1} – severní geomagnetický pól
B_{2} – jižní geomagnetický pól
C_{1} – severní magnetický pól
C_{2} – jižní magnetický pól;
N – severní pól magnetu,
S – jižní pól magnetu

Poloha severního magnetického pólu a severního geomagnetického pólu v roce 2017.

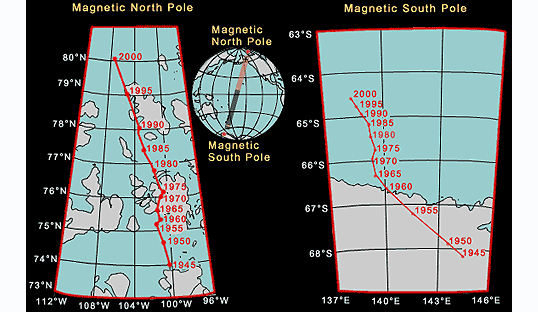
Pohyb magnetických pólů Země v letech 1945–2000

Severní magnetický pól je místo na severní polokouli, ve kterém indukční čáry magnetického pole Země směřují kolmo k zemskému povrchu. Jeho polohu lze určit měřením nebo odhadnout pomocí numerického modelu geomagnetického pole. Severní magnetický pól není přesně protilehlý vůči jižnímu magnetickému pólu, jejich spojnice neprochází středem Země.
Severní geomagnetický pól je bod, ve kterém osa magnetického dipólu nejlépe aproximujícího zemské magnetické pole protíná na severní polokouli povrch Země. Jeho polohu lze určit jedině numericky. Severní a jižní geomagnetický pól jsou protilehlé, jejich spojnice prochází středem Země.
Označení "severní" je v obou případech geografické, z fyzikálního hlediska jde v obou případech o jižní pól magnetu.

## Severní magnetický pól
Severní magnetický pól je místo na severní polokouli, ve kterém indukční čáry geomagnetického pole směřují kolmo k povrchu. Jeho poloha se určuje měřením. Magnetická deklinace zde není definována, sbíhají se zde všechny izogonické linie. Z fyzikálního hlediska jde o jižní pól magnetického dipólu - póly magnetu byly v minulosti pojmenovány podle toho, ke kterému (geografickému) pólu jsou přitahovány, pól střelky kompasu, který směřuje k severnímu (magnetickému) pólu Země je proto pólem severním.
Magnetické pole Země není symetrické, proto severní magnetický pól není přesně protilehlý vůči jižnímu magnetickému pólu, jejich spojnice neprochází středem Země.

### Poloha magnetického pólu a dějiny výzkumu
V roce 1831 se polohu magnetického pólu na severní polokouli poprvé pokusil určit polární badatel James Clark Ross. Další bádání provedl v roce 1904 norský polárník Roald Amundsen. Poslední experimentální zjišťování polohy severního magnetického pólu proběhlo v roce 2007. V roce 2022 byla jeho poloha odhadnuta na 86,3° severní šířky a 151,3° východní délky.

#### Pohyb magnetického pólu
Poloha magnetických pólů se neustále mění v závislosti na změnách v zemském magnetickém poli. Od roku, kdy byla poloha severního magnetického pólu poprvé zaměřena, se posunul o více než 2000 km. Jak severní magnetický pól na počátku 21. století opouští kanadskou Arktidu, je jeho pozemní výzkum stále obtížnější, na významu nabývá jeho satelitní sledování.
Rychlost pohybu magnetických pólů se v čase mění. Od objevu severního magnetického pólu do roku 1904 zůstával prakticky na stejném místě. V 90. letech 20. století se severní magnetický pól přesouval rychlostí asi 15 km/rok, od té doby se rychlost jeho přesunu zvýšila, v roce 2019 byla rychlost přesunu více než 50 km/rok. Zrychlení přesunu se ale týká pouze severního magnetického pólu, jižní magnetický pól se přesouvá stále zvolna.
V denním cyklu se severní magnetický pól pohybuje vlivem slunečního větru po oválu, jehož delší osa může dosahovat až 80 km.
 Nominální polohu (bez vlivu rušivých faktorů) lze proto získat pouze dlouhodobějším měřením.
Kromě výše uvedeného relativně pomalého pohybu magnetických pólů docházelo v minulosti i k jejich rychlé záměně - přepólování. S přepólováním souvisí mimo jiné tzv. Laschampská událost.
V roce 2007 byl v rámci pořadu Top Gear dosažen autem bod na 78° 35′ 42″ s. š., kde se magnetický pól nacházel v roce 1996.

## Severní geomagnetický pól
Magnetické pole Země lze v prvním přiblížení modelovat magnetickým dipólem umístěným v geometrickém středu Země, který je popsán směrem osy a velikostí magnetického momentu.
Severní geomagnetický pól
je místo, kde osa tohoto dipólu protíná na severní polokouli povrch Země. Jeho poloha se určuje výpočtem na základě měření skutečného magnetického pole Země. V průběhu času se poloha geomagnetického pólu mění v závislosti na změnách geomagnetického pole. V roce 2020 byly jeho souřadnice 80,7° severní šířky a 72,7° západní délky, osa dipólu svírala úhel 9,3° s osou rotace Země, dipól měl magnetický moment 7,71 ⋅ 1022A ⋅ m2 (J T−1). Magnetický moment je z historického hlediska nadprůměrný. V posledních 20 letech jeho velikost klesá, není však jasné, zda jde o dlouhodobý trend, nebo pouze krátkodobou fluktuaci.
Geomagnetický pól je pouze pomyslný, přesto má praktický význam. Například polární záře se obvykle vyskytuje v pásu širokém 3° až 6° vzdáleném 10° až 20° od geomagnetického pólu.